# Ramzi Khiroun
Ramzi Khiroun, né le 16 avril 1971 à Paris, est un homme d'influence, ancien chargé de communication du directeur du FMI, Dominique Strauss-Kahn. Il est pendant 15 ans porte-parole, membre du comité exécutif et Directeur des Relations extérieures de Lagardère SCA, ainsi que conseiller spécial d'Arnaud Lagardère jusqu'à son départ le 30 juin 2022.

## Biographie

### Origines, études et premiers engagements
Ramzi Khiroun est né le 16 avril 1971 dans le 15e arrondissement de Paris. Ses deux parents sont chauffeurs de taxi, le père d'origine algérienne, la mère d'origine tunisienne. Il passe son enfance à Colombes, puis à Sarcelles,, ville où il a grandi de l'âge de 10 à 21 ans.
Il fréquente le lycée Jean-Jacques Rousseau à Sarcelles entre 1987 et 1991 où il obtient un bac C et y rencontre sa future épouse, Sandrine.
Après avoir abandonné un DEUG de gestion à l'université Panthéon-Sorbonne, Ramzi Khiroun quitte Sarcelles et devient le PDG de KR communications en 1993, une agence de communication qui aurait fait faillite depuis, selon Le Nouvel Observateur.
Il milite en parallèle au PS dans la circonscription de Dominique Strauss-Kahn (DSK), alors que ce dernier est encore ministre de l'Économie dans le gouvernement de Lionel Jospin. Il exerce auprès de DSK la fonction de conseiller jusqu'au départ de celui-ci pour le FMI fin 2007.

### Euro RSCG et DSK
Ramzi Khiroun travaille dans l'équipe du Vrai Journal de Canal+ au début des années 2000 puis rejoint en 2002 Euro RSCG en tant que « spécialiste des situations de crise ». En 2004, alors qu'il travaille pour un oligarque proche du pouvoir ukrainien, Viktor Pintchouk, il pousse (sans révéler qui l'emploie) l'équipe médicale s'occupant de l'opposant Viktor Iouchtchenko à publier un communiqué niant les rumeurs d'empoisonnement, alors que cette évidence semble pourtant installée ; ayant imprudemment laissé sa carte d'Euro RSCG, son identité est finalement découverte après une enquête du Financial Times et de La Croix.
En 2006, le groupe Lagardère acquiert le Racing, et Ramzi Khiroun participe à sa rénovation. En 2007, il devient porte-parole de Lagardère SCA et siège au comité exécutif de l'entreprise[réf. souhaitée]. Cette même année, il s'occupe de la candidature de DSK à l'investiture socialiste et trouve notamment le slogan « DSK il va gagner », un rappel du tube de cet été-là, Zidane y va marquer. Cette idée est révélée par la chaîne de télévision Canal+ qui le filme en train de conseiller Dominique Strauss-Kahn d'acheter les droits de la chanson pour améliorer son image. Il gère également médiatiquement l'affaire Piroska Nagy, une économiste hongroise avec qui DSK a eu une liaison, paie le loyer de sa garçonnière aux États-Unis. En 2008, il s'occupe de la gestion de l'affaire du délit d'initiés à EADS et, en 2010, l'affaire Richard Gasquet, contrôlé positif à la cocaïne. En février 2010, il est classé par le magazine GQ parmi les 30 hommes « les plus influents de France ».
En 2011, le livre DSK, les secrets d'un présidentiable est publié de manière anonyme. Ramzi Khiroun et Stéphane Fouks y sont cités comme membres d'un « gang ». Les deux hommes portent plainte contre l'éditeur, Plon, pour « injure », une technique pour connaître le réel auteur du livre, selon l'éditeur.
En mai 2011, le magazine économique Challenges affirme que Ramzi Khiroun a menacé Tristane Banon après que celle-ci a accusé Dominique Strauss-Kahn de l’avoir agressée dans un livre écrit en 2007, Erreurs avouées... au masculin. À la suite de l'article du magazine économique, Ramzi Khiroun dépose une plainte pour diffamation,. Le 28 avril 2011, une photographie de Dominique Strauss-Kahn montant dans une Porsche Panamera d'une valeur estimée à 150 000 euros lance une polémique. Le 10 mai de cette année, lors de l'assemblée générale du groupe Lagardère, Arnaud Lagardère confirme que cette Porsche est en fait la propriété de Ramzi Khiroun qui l'utilise comme véhicule de fonction.
Alors que Ramzi Khiroun s'occupe également de l'image de l'homme d'affaires Arnaud Lagardère, Anne-Marie Rocco, grand reporter à Challenges, lui impute l'organisation de la séance photo d'Arnaud Lagardère avec sa compagne Jade Foret qui a provoqué une polémique en 2011. En avril 2011, il aurait empêché la publication d'un article sur Alexandre Djouhri.
En juin 2011, Ramzi Khiroun porte plainte contre L'Union et Électron libre, ainsi que contre le rédacteur en chef du site Internet Atlantico, qui lui aurait « attribué certaines menaces et tentatives de déstabilisation » durant l’émission Ce soir (ou jamais !) de Frédéric Taddeï. Ramzi Khiroun porte plainte contre un des actionnaires du site Atlantico, Arnaud Dassier, pour un message publié par ce dernier sur le site de miccroblogging Twitter. Le 14 mai 2011, l'entrepreneur tweete en effet : « Ramzi Khiroun est à la limite de l’abus de bien social avec ses jobs Lagardere ou EuroRSCG (on ne sait plus trop) tout en bossant pour DSK ». Ramzi Khiroun demande 13 000 euros de dommages et intérêts et 4 000 euros se référant à l'article 475-1. Arnaud Dassier est relaxé par le tribunal.
Jusqu'en 2012, Ramzi Khiroun aide l'équipe de communication de Dominique Strauss-Kahn et est décrit comme le "sniper" de DSK qui « éloigne les emmerdes », rapporte « les ragots » et est capable de « menaces » ; Le Parisien le surnomme même « le mauvais génie de DSK ». Peu après l'affaire du Sofitel de New York, un livre de deux journalistes du Monde, Les Strauss-Kahn (Edition Albin Michel), fait un portrait que Le Temps qualifie de « féroce » de Ramzi Khiroun, « l'âme damnée » de Dominique Strauss-Kahn. Le livre évoque notamment l'annonce de la publication d'un article du Nouvel Observateur sur les agissements d'un ministre dans une boîte échangiste qui provoque la « panique » de Ramzi Khiroun. Celui-ci aurait pensé qu'il s'agissait de DSK et serait allé jusqu'au siège de l'hebdomadaire pour relire l'article en question avant qu'il ne soit publié. Dominique Strauss-Kahn n'y est pourtant pas cité.
La chute de DSK à la suite de l'affaire du Sofitel est un coup dur pour Ramzi Khiroun. Depuis 2011, ayant pris ses distances avec DSK, il cherche en effet à intégrer l'entourage d'Arnaud Lagardère et se rend peu à peu indispensable. Il se lie avec certains barons du groupe, notamment Jean-Pierre Elkabbach, jusqu'à réussir à être décoré de la Légion d'honneur en même temps que le journaliste d'Europe 1. Il se heurte aussi à de fortes oppositions, notamment celle de Dominique d'Hinnin, le directeur financier du groupe Lagardère, et obtient son éviction.
Le 19 novembre 2015, Ramzi Khiroun est fait chevalier de la Légion d'honneur par le président de la République François Hollande,. Après avoir fait partir le patron du Journal du Dimanche, Jérôme Bellay, Ramzi Khiroun se voit bien prendre la tête de Lagardère Active et avoir la main sur les médias du groupe. Il est désigné comme « l'homme le plus influent de France » par la rédaction de L'Obs en 2015.
En août 2016, Vanity Fair publie un long article fouillé « Les Tontons Flingueurs : Jean-Pierre Elkabbach et Ramzi Khiroun : un duo uni par le pouvoir », qui révèle ses parts d'ombre ( menaces et pressions exercées sur des journalistes notamment ) et se termine par la citation de Baltasar Gracián : « Quand le mensonge va toujours le premier, la vérité ne trouve plus de place ».[pertinence contestée]
Le 30 janvier 2017, face aux baisses d’audience d’Europe 1, Ramzi Khiroun, porte-parole de la gérance, fait connaitre la position d’Arnaud Lagardère en déclarant : « Arnaud Lagardère n’a pas l’habitude de se voiler la face, les résultats d’Europe 1 sont à l’évidence un échec ». Les salariés d'Europe 1 s'émeuvent de cette charge,,.
Le 25 février 2020, Ramzi Khiroun crée la SAS Agence française de promotion d'événements internationaux,.
Le 30 juin 2022, il annonce sa démission de Lagardère pour l'ensemble de ses fonctions.

## Décoration
- Il est fait chevalier de la Légion d'honneur par décret du 31 décembre 2014[34]